# Palazzo Piacentini (via Arenula)
Palazzo Piacentini è un palazzo di Roma, sito in via Arenula, nel rione Regola, sede del Ministero della Giustizia italiano.
Progettato da Pio Piacentini nel 1913, non va confuso con l'omonimo palazzo di via Vittorio Veneto, sede del Ministero dello Sviluppo Economico, progettato da Marcello Piacentini e Giuseppe Vaccaro.

## Storia
Nel 1913 l'architetto italiano Pio Piacentini presentò il progetto per la sede dell'allora Ministero di Giustizia e Culti, affinché fosse approvato dal Consiglio Superiore dei Lavori Pubblici. La nuova sede, che fu costruita in via Arenula, era ispirata al classicismo rinascimentale di fine '400, con bugnature a punta di diamante.
Le opere di sbancamento e fondazione ebbero inizio nel 1914, ma i lavori si interruppero a causa dello scoppio della prima guerra mondiale. Il trasferimento del dicastero, che allora aveva sede presso palazzo Firenze, avvenne nel 1920, anche se l'edificio fu completato nel 1924 e solo nel 1932 verrà ultimata la sopraelevazione dell'ala posteriore.